# Piau
Piau is een gemeente in de Braziliaanse deelstaat Minas Gerais. De gemeente telt 3.064 inwoners (schatting 2009).

## Aangrenzende gemeenten
De gemeente grenst aan Coronel Pacheco, Goianá, Juiz de Fora, Rio Novo, Santos Dumont en Tabuleiro.